# Coniocompsa forticata
Coniocompsa forticata là một loài côn trùng trong họ Coniopterygidae thuộc bộ Neuroptera. Loài này được C.-k. Yang & Liu miêu tả năm 1999.